# Club Deportivo Málaga (baloncesto)
El Club Deportivo Málaga fue la sección de baloncesto del CD Málaga. Fundada en 1964, disputó siete temporadas en la Segunda División y cinco temporadas en Tercera División, antes de su disolución en 1975.

## Historia
La sección de baloncesto del CD Málaga fue fundada en enero de 1964, siendo de esta manera uno de los primeros clubes deportivos de Andalucía con equipo de baloncesto.
El equipo recogió el testigo del Ademar Maristas, participando en el Grupo XI (B) de la Segunda División 'Trofeo Gonzalo Aguirre'. Como entrenador contó en los primeros años con Manolo Jato, hombre importante en la evolución del deporte de la canasta en Málaga. Durante las primeras 5 temporadas del equipo, acabó siempre siendo campeón de su grupo, lo que le llevaba a disputar las fases de ascenso a la Liga Nacional de Baloncesto, pese a ello, nunca logró el ascenso a la máxima categoría del baloncesto español. 
Su primer partido lo disputó el 19 de enero de 1964 ante el equipo granadino del Castillo Radio en el patio del Colegio Maristas de Málaga, con victoria por 39-34. Los siguientes partidos como local ya los disputaría en la cancha de baloncesto ubicada en La Rosaleda hasta el año 1972, cuando el equipo se trasladó a la Ciudad Deportiva de Carranque
En la temporada 1966-67 disputaría por única vez la Copa de Su Excelencia el Generalísimo, donde sería eliminado en 2ª Ronda por el Club Baloncesto Estudiantes
En 1974 se convertiría en equipo filial de la sección de baloncesto del Centro de Deportes El Palo. Al final de esa temporada, los jugadores y cuerpo técnico se integraron en el conjunto paleño, desapareciendo así el conjunto blanquiazul.

### Trayectoria
| Temporada | Liga | División    | Pos. | Postemporada   | LR     | PO    | Copa del Rey |
| --------- | ---- | ----------- | ---- | -------------- | ------ | ----- | ------------ |
| 1963-64   | 2    | 2ª División | 1    | Promoción      | 4-2    | 2-4   | –            |
| 1964-65   | 2    | 2ª División | 1    | Promoción      | 4-0    | 3-3   | –            |
| 1965-66   | 2    | 2ª División | 1    | Promoción      | 8-2    | 1-2   | –            |
| 1966-67   | 2    | 2ª División | 1    | Promoción      | 12-2   | 1-2   | 2ª Ronda     |
| 1967–68   | 2    | 2ª División | 1    | Promoción      | 16-2   | 1-2   | –            |
| 1968–69   | 2    | 2ª División | 4    | Descenso       | 7-5    | 0–1–2 | –            |
| 1969–70   | 3    | 3ª División | 1    | AscensoCampeón | 12-0   | –     | –            |
| 1970–71   | 2    | 2ª División | 10   | Descenso       | 9-13   | 0-2   | –            |
| 1971–72   | 3    | 3ª División | 1    | Promoción      | 14-0   | 0-2   | –            |
| 1972–73   | 3    | 3ª División | 3    | –              | 16–6   | –     | –            |
| 1973–74   | 3    | 3ª División | 7    | –              | 14-10  |       | –            |
| 1974–75   | 3    | 3ª División | 11   | –              | 5–1–16 | –     | –            |

## Jugadores destacados
- Alfonso Queipo de Llano
- Arturo Ruiz Meliveo
- Fernando Corrales
- Jacinto Castillo
- Ramón Guardiola